# Perci (miasto Buzet)
Perci – wieś w Chorwacji, w żupanii istryjskiej, w mieście Buzet. W 2011 roku liczyła 52 mieszkańców.